# Johann Christoph Adelung
Johann Christoph Adelung (ur. 8 sierpnia 1732 w Spantekow k. Anklam, zm. 10 września 1806 w Dreźnie) – niemiecki leksykograf, gramatyk, germanista.

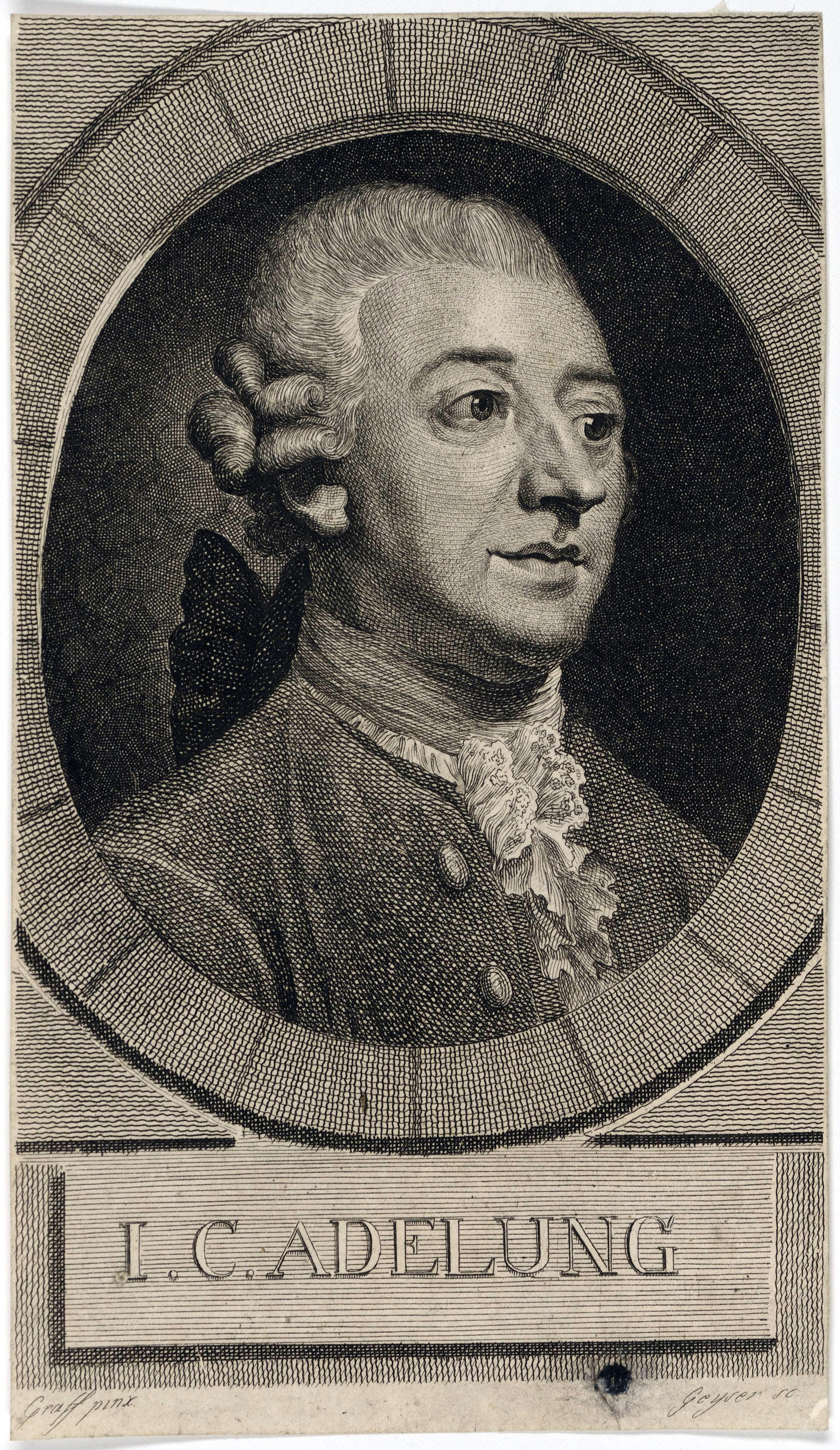
Johann Christoph Adelung, rycina według portretu autorstwa Antona Graffa

## Życiorys
Był synem protestanckiego pastora. Po ukończeniu szkoły w Anklam i gimnazjum w Klosterbergen k. Magdeburga studiował od 1752 teologię ewangelicką na uniwersytecie w Halle a. S. W 1758 roku został nauczycielem poetyki, matematyki i religii w ewangelickim gimnazjum we Frankfurcie/M. W 1765 zamieszkał w Lipsku, gdzie pracował jako nauczyciel domowy, redaktor pism literackich i tłumacz. W roku 1787 został głównym bibliotekarzem biblioteki elektora w Dreźnie. Sprawował też funkcję bibliotekarza w prywatnej bibliotece elektora Fryderyka Augusta III. Był członkiem różnych towarzystw naukowych, m.in. Pruskiej Akademii Nauk.

## Osiągnięcia naukowe
Adelung jest autorem 5-tomowego słownika (1774-1786). Był to pierwszy tak obszerny słownik języka niemieckiego z bardzo nowoczesną na tamte czasy strukturą. Zawiera ok. 55 000 alfabetycznie uporządkowanych haseł, do których podane są definicje semantyczne, informacje gramatyczne, frazeologizmy, autentyczne przykłady zaczerpnięte z tekstów współczesnych autorów. W przedmowie do słownika autor pisze, że opiera się na języku wykształconych elit z regionu wysokoniemieckiego ze szczególnym uwzględnieniem języka kancelarii saksońskiej (a więc z terenu środkowo-wschodnich Niemiec). Jednak w rzeczywistości uwzględnił również wyrazy dolnoniemieckie z północnej części Niemiec, a również górnoniemieckie (południowe regiony języka wysokoniemieckiego). Nie jest to słownik normatywny (wskazujący na poprawne i niepoprawne formy) ani historyczny (choć zawiera informacje etymologiczne), ale ma charakter opisowy, rejestrując faktyczne użycie. Przeznaczony był do praktycznego używania, w odróżnieniu od późniejszego słownika Grimmów, który miał charakter filologiczny, historyczny, był opisem historii wyrazów i prezentacją wielkiej ilości przykładów tekstowych. Słownik Adelunga rejestruje również archaizmy i wyrazy fachowe, zaopatrzone w odpowiednie kwalifikatory. Tak staranny i fachowy opis stał się wzorem dla późniejszych leksykografów. Przynajmniej dziewięć słowników z XIX wieku wzorowało się na nim. Słownik służył też pisarzom niemieckim przy weryfikacji użycia danych wyrazów w ich tekstach. Korzystali z niego Goethe, Schiller, Lessing, Wieland i.in. W latach 1793–1802 ukazała się czterotomowa wersja słownika. Została ona przedrukowana również w Wiedniu (1808-1811).
Adelung jest też autorem ważnych prac z zakresu gramatyki, stylistyki i ortografii, a również językoznawstwa ogólnego (Mithridates … prezentuje opis kilkuset języków świata). Na zlecenie pruskiego ministerstwa kultury napisał podręcznik Deutsche Sprachlehre zum Gebrauche der Schulen in den Königlich Preußischen Landen (1781), który zastąpił w pruskich szkołach podręcznik Gottscheda z 1748 roku. Do roku 1828 ukazało się 14 wydań tej gramatyki Adelunga. W rozdziałach 9-11 autor podaje periodyzację historii języka niemieckiego, historię pochodzenia Niemców, opisuje prymitywną kulturę przodków i ich języka. Zajął się też problemem podziału części mowy, powołując się na kryterium semantyczne, np. rzeczownik nazywa „substancję’, a przymiotnik „jakość”. Wyróżnia rzeczowniki jako kategorię „samodzielną” („selbständig”), a ponadto części mowy niesamodzielne: przymiotnik, rodzajnik, liczebnik, czasownik, zaimek, przysłówek, przyimek, spójnik, wykrzyknik. Stosuje przy tym nazwy zapożyczone, a więc: Substantiv, Artikel, Pronomen, Adjektivum itd., rezygnując z utworzonych już w XVII wieku zniemczeń jak (por. Schottelius): Hauptwort, Geschlechtswort itd.
Opublikowana w 1788 rozprawa o niemieckiej ortografii Vollständige Anweisung zur deutschen Orthographie … miała do roku 1835 14 wydań. Adelung jest też autorem prac z zakresu historii języka i dialektologii. Pisarz Christoph Martin Wieland zarzucił Adelungowi, że ten zbyt jednostronnie za wzór stawia język Saksonii i język Lutra, podczas gdy do wzbogacenia języka niemieckiego przyczynili się uczeni i pisarze z różnych regionów Niemiec. Wprowadził obowiązującą w tradycyjnej niemieckiej ortografii zasady pisowni ß (po dyftongach i samogłoskach długich oraz na końcu wyrazu i przed spółgłoską).

## Publikacje Adelunga (wybór)
- Preußen (14 tomów) (1757–1763)
- Grammatisch-kritisches Wörterbuch der Hochdeutschen Mundart mit beständiger Vergleichung der übrigen Mundarten, besonders aber des Oberdeutschen. 5 Teile in 4 Bänden (1774-1786)
- Deutsche Sprachlehre zum Gebrauche für Schulen in den Königlich Preußischen Landen (1781[1792])
- Umständliches Lehrgebäude der deutschen Sprache, zur Erläuterung der Deutschen Sprachlehre für Schulen (2 tomy)(1782)
- Versuch einer Geschichte der Cultur des menschlichen Geschlechts (1782)
- Ueber den deutschen Styl (3 tomy)(1785–1786)
- Kleines Wörterbuch für die Aussprache, Orthographe, Biegung und Ableitung (1788 [1790])
- Vollständige Anweisung zur Deutschen Orthographie (1788, 5. Aufl. 1835)
- Geschichte der menschlichen Narrheit, oder Lebensbeschreibungen berühmter Schwarzkünstler, Goldmacher, Teufelsbanner, Zeichen- und Liniendeuter, Schwärmer, Wahrsager, und anderer philosophischer Unholden. (7 części)(1785–1789)
- Aelteste Geschichte der Deutschen, ihrer Sprache und Literatur bis zur Völkerwanderung (1806).
- Mithridates, oder allgemeine Sprachenkunde mit dem Vater Unser als Sprachprobe in bey nahe fünfhundert Sprachen und Mundarten (4 tomy)(1806-1817)